# Донецький батальйон КЕОП НГУ
Окремий батальйон конвоювання, екстрадиції та охорони підсудних (в/ч 3004) — військове формування Національної гвардії України (до березня 2014 — Внутрішніх військ) у складі Східного ТрУ, що дислокувалося у місті Донецьк.

## Історія
Військова частина була створена 19 березня 1993 року як 18-та бригада НГУ (в/ч 7446), і мала таку назву до 1999 року. У січні 2000 року, після прийняття Закону України «Про розформування Національної гвардії України», військова частина перейшла під керівництво Внутрішніх військ МВС, отримавши номер 3004. У 2014 році, після відновлення Національної гвардії України, та до моменту розформування підрозділу, він зберігав номер військової частини та існував під назвою Окремий батальйон конвоювання, екстрадиції та охорони підсудних НГУ.
Після початку збройної агресії Росії проти України, ввечері 26 червня 2014 року військову частину оточили російські бойовики з батальйону «Кальміус», із вимогою здачі військовослужбовцями частини. Після відмови українських військових, терористи, озброєні стрілецькою зброєю, гранатометами та БРДМ-2 розпочали серію штурмів частини. О 20:11 в НГУ повідомили, що перший штурм бойовиків був відбитий, після чого почалися перемовини між сторонами. Після семигодинного бою у українських військових закінчився боєкомплект. 27 червня російські терористи захопили військову частину, взявши у полон командира батальйону. Пізніше полонених солдат частини було звільнено.

## Структура
- 1-ша стрілецька рота;
- 2-га стрілецька рота;
- 3-тя стрілецька рота;
- 4-та стрілецька рота;
- рота бойового та матеріального забезпечення;
- медичний пункт;
- кінологічна група;

## Галерея

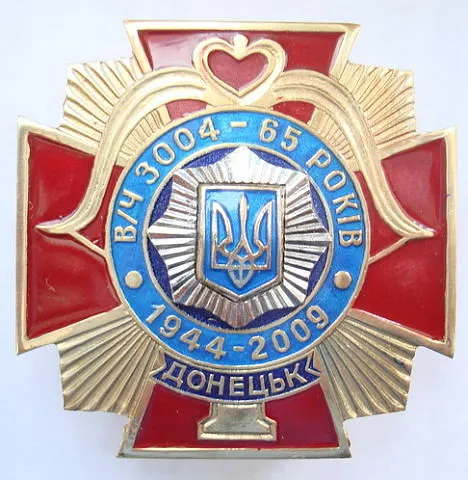
Нагородний нагрудний знак «65 років в/ч 3004»
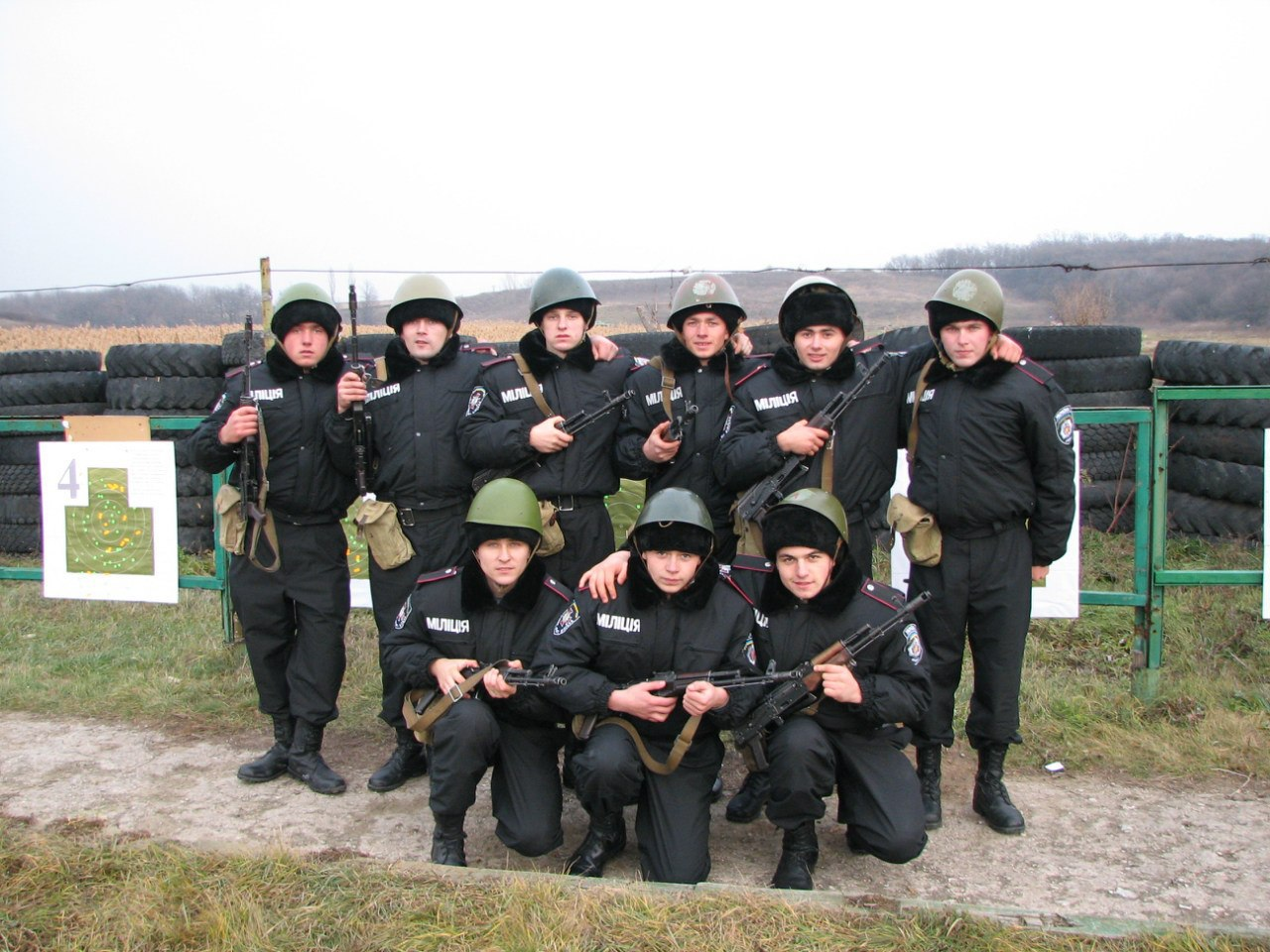
Бійці 3-ї роти під час тренування на полігоні